# Zerfaliu
Zerfaliu (sardisk: Tzorfolìu) er en by og en kommune (comune) i provinsen Oristano i regionen Sardinien i Italien. Byen ligger i 15 meters højde og har 1.092 indbyggere (2016). Kommunen har et areal på 15,56 km² og grænser til kommunerne Ollastra, Paulilatino, Simaxis, Solarussa og Villanova Truschedu.